# Рябок намібійський
Рябок намібійський (Pterocles namaqua) — вид птахів родини рябкових (Pteroclidae).

## Поширення
Вид поширений в Південній Африці. Трапляється у посушливих регіонах, де щорічна кількість опадів не перевищує 500 мм. Живе у відкритих степах та в подібних ландшафтах, що характеризуються піщаними або кам'янистими ґрунтами з низькою та рідкою травою.

## Спосіб життя
Живе на відкритих ділянках з кам'янистими ґрунтами, напівпосушливих ділянках на краях пустель, рівнинах без дерев. Поза сезоном розмноження трапляється численними зграями. Живиться насінням та ягодами, рідше травами, листям, бруньками, цвітом. Ковтає пісок та дрібні камінці, щоб покращити травлення. Сезон розмноження приурочений до сезону дощів. Утворює моногамну пару. Гніздо — неглибока ямка в ґрунті між травами або під кущем, вистелена шматочками висушеної рослинності. У гнізді два-три яйця. Пташенята з батьками залишають гніздо через кілька годин після вилуплення.